# Theo Balle
Theo Balle (* 9. Dezember 1925 in Esslingen am Neckar; † 17. Juni 2015) war ein deutscher Politiker der CDU.

## Leben
Balle wuchs in Esslingen auf, wo er auch die Schule besuchte. Dann musste er seinen Wehrdienst ableisten und geriet nach dem Zweiten Weltkrieg in Gefangenschaft. Daher konnte er erst 1948 das Abitur machen. Anschließend studierte er Philosophie, Theologie, Pädagogik und Germanistik an den Universitäten Tübingen und München. Er schloss sein Studium mit der Staatsprüfung für das höhere Lehramt ab und wurde 1953 in München zum Dr. phil. promoviert.
Im Anschluss war Balle Assistent beim Bundestagsabgeordneten Thomas Ruf in Bonn, dann ab 1955 Redakteur bei der Schwäbischen Zeitung. 1959 ging er als Lehrer an eine Berufliche Schule. 1974 wurde er Professor für Philosophie an der Berufspädagogischen Hochschule Stuttgart.
Seit Ende der 1960er-Jahre engagierte sich Balle politisch. Zunächst war er Mitglied im Gemeinderat der Stadt Esslingen, dann im Kreistag in Esslingen und in der Regionalversammlung des Regionalverbands Mittlerer Neckar (heute Region Stuttgart). 1972 wurde Balle erstmals in den Landtag von Baden-Württemberg gewählt, dem er bis 1988 ohne Unterbrechung angehörte.
1978 holte ihn Ministerpräsident Hans Filbinger in die Landesregierung und übertrug ihm das Amt eines Politischen Staatssekretärs, das heißt ohne Sitz und Stimme im Kabinett, im Ministerium für Kultus und Sport unter Minister Roman Herzog. Dieses Amt übte Balle auch in den Kabinetten von Ministerpräsident Lothar Späth unter Kultusminister Gerhard Mayer-Vorfelder aus. Nach der Landtagswahl 1988 verzichtete Balle auf sein Amt. Ihm folgte die spätere Kultusministerin Marianne Schultz-Hector nach.
Neben seiner politischen Tätigkeit engagierte sich Balle auch im kulturellen Bereich. So war er von 1974 bis 2000 Präsident des Schwäbischen Sängerbundes. Er war verheiratet.

## Ehrungen
- 1978: Verdienstkreuz am Bande der Bundesrepublik Deutschland
- 1983: Verdienstkreuz 1. Klasse der Bundesrepublik Deutschland
- 1988: Großes Verdienstkreuz der Bundesrepublik Deutschland
- 2000: Heimatmedaille des Landes Baden-Württemberg